# Gwiazdozbiór Muchy
Mucha (łac. Musca, dop. Muscae, skrót Mus) – mały, 77. co do wielkości gwiazdozbiór nieba południowego, położony w pobliżu bieguna południowego. Ten skromny gwiazdozbiór można znaleźć w Drodze Mlecznej, na południe od Centaura i Krzyża Południa. Z tym ostatnim konstelacja połączona jest ciemną mgławicą Worek Węgla. Liczba gwiazd dostrzegalnych nieuzbrojonym okiem: około 30. W Polsce niewidoczny.

## Geneza
Starożytni astronomowie europejscy nie przypisali gwiazdozbioru grupie gwiazd tworzących Muchę, bo te leżą zbyt daleko na południe. Konstelacja ta została wprowadzona przez nawigatorów holenderskich Pietra Dirksza Keysera oraz Frederick de Houtman pod koniec XVI w. podczas wypraw do Indii Wschodnich, a Petrus Plancius zaznaczył je na swoim globusie niebieskim w 1598. Gwiazdy te znalazły się też w Uranometrii Johanna Bayera w 1603 roku, pierwotnie pod nazwą Pszczoła (łac. Apis), później Mucha Południowa. W ciągu następnych stuleci konstelacja kilka razy zmieniała nazwę.

Edmund Halley wrócił do nazwy Mucha. W 1752 roku Nicolas-Louis de Lacaille znowu uznał wzór tworzony przez gwiazdy za muchę, ale w Uranographii, atlasie nieba Johanna Bodego wydanym w 1801 roku, gwiazdozbiór ponownie miał nazwę Apis. Pod koniec XIX wieku nazwą dominującą stała się Musca Australis (Mucha Południowa; na niebie północnym również rysowano muchę, Musca Borealis), a kiedy Międzynarodowa Unia Astronomiczna ustalała w 1929 roku 88 współczesnych gwiazdozbiorów, konstelacja stała się po prostu Muchą.
Na Muchę, leżącą na brzegu Drogi Mlecznej po południowej stronie sfery niebieskiej, wskazuje dłuższe ramię Krzyża Południa.

## Gwiazdy Muchy
Pięć gwiazd trzeciej i czwartej wielkości tworzy łatwo rozpoznawalny asteryzm „piątki karo”, który jest składnikiem Muchy. Cztery z nich – wyjątek stanowi Delta – znajdują się w odległości około 300 lat świetlnych od Słońca, chociaż fizycznie nie są ze sobą w żaden sposób związane.
- Gwiazda środkowa Alfa Muchy to gorący olbrzym klasy widmowej B, około osiem razy masywniejszy od Słońca.
- Beta to piękna gwiazda podwójna, która w 15-centymetrowym teleskopie rozdziela się na dwa leżące blisko siebie, niewiele się różniące niebiesko-białe punkciki[1].
- Z kolei Epsilon jest chłodnym czerwonym olbrzymem, który – gdyby go przenieść do Układu Słonecznego – sięgałby niemal do planety Wenus[1].
- Theta (θ) Muscae jest gwiazdą podwójną ze składnikami szóstej i ósmej wielkości, łatwymi do rozdzielenia małym teleskopem. Słabszy składnik jest przykładem gwiazdy Wolfa-Rayeta – gorącej gwiazdy, która odrzuciła zewnętrzne warstwy.

## Interesujące obiekty
W konstelacji znajdują się dwie jasne gromady kuliste: NGC 4372 i NGC 4833, oddalone od nas o 19 i 21 tysięcy lat świetlnych.
- NGC 4833 leży mniej niż 1° na północ od Delty Muchy, gwiazdy czwartej wielkości; w 20-centymetrowym teleskopie wyodrębniają się małe gwiazdy i mgliste tło[1].
- NGC 4372 jest nieco mniejsza i bledsza, ale wygląda bardzo podobnie. Obydwie tylko nieznacznie zagęszczają się ku centrum.

W Musze można znaleźć liczne mgławice planetarne, a najbardziej efektowna z nich to NGC 5189. Ten dziwnie wyglądający obiekt nie przypomina mgławicy planetarnej, ale w 20-centymetrowym teleskopie wygląda jak jasna niebieskawa, trochę bezładna chmura gazu, zdominowana przez jaśniejsze pasmo biegnące przez centrum.
- 1,5° na południowy wschód od NGC 5189 znajduje się słynna mgławica planetarna MyCn18. Centralna gwiazda mgławicy umiera. Jej paliwo nuklearne się skończyło, warstwy zewnętrzne zostały odrzucone, a jądro obecnie się ochładza, aż stanie się białym karłem. Pierścienie kolorowego świecącego gazu tworzą charakterystyczny kształt klepsydry. W 20-centymetrowym teleskopie widać tylko blady obiekt, podobny do gwiazdy, ale zdjęcie tej mgławicy wykonane za pomocą Teleskopu Kosmicznego Hubble’a jest jednym z najbardziej znanych[1].